# Коефіцієнт рекомбінації
Коефіцієнт рекомбінації — параметр, який визначає швидкість об'єднання пари «комплементарних» частинок чи квазічастинок з утворенням «цілісного» об'єкту. Визначається за формулою:
{\displaystyle R=\gamma n_{+}n_{-}},
де: {\displaystyle \gamma } — коефіцієнт рекомбінації, {\displaystyle n_{+}} і {\displaystyle n_{-}} — концентрації агентів, що рекомбінують.
Коефіцієнт рекомбінації залежить від рухливості агентів. Його можна оцінити за формулою:
{\displaystyle \gamma =4\pi (D_{+}+D_{-})R},
де: {\displaystyle D_{+(-)}} — коефіцієнти дифузії агентів, R — радіус захоплення. 
При цьому використовується модель, у рамках якої агенти обов'язково рекомбінують, якщо зближуються на віддаль, меншу за радіус захоплення R. Радіус захоплення зазвичай порядку міжатомних відстаней. Чутливість коефіцієнта рекомбінації до його вибору мала в порівнянні з залежністю від коефіцієнтів дифузії. 
Температурна залежність коефіцієнта рекомбінації в основному визначається температурною залежністю коефіцієнтів дифузії. 